# 名古屋劇場
名古屋劇場（なごやげきじょう）は、かつて愛知県名古屋市中区裏門前町1-52（現・大須3丁目）にあった映画館。1934年（昭和9年）6月1日に新天地通に開館した。戦後に再建されて1947年（昭和22年）7月17日に再開館し、1972年（昭和47年）6月19日に火災で焼失するまで営業した。

## 歴史

### 戦前の歴史

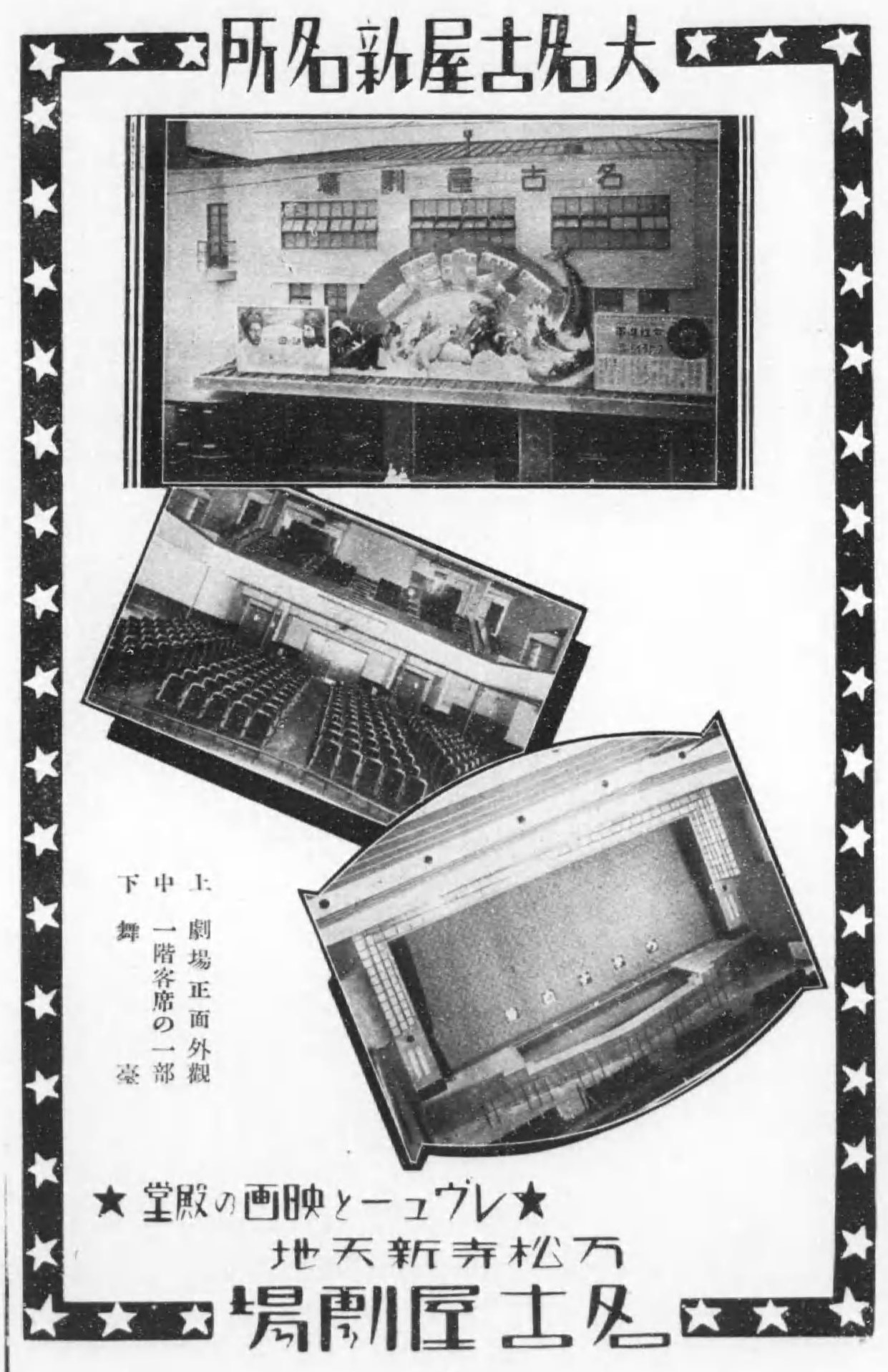
開館時の広告

1934年（昭和9年）6月1日、高瀬兼次郎によって大須の新天地通に名古屋劇場が開館した。吉本興業による実演の興行も多く、吉本興業にとっての名古屋初の直営館とされることもある。高瀬兼次郎は大須の七寺近くの歌舞伎座なども経営していた。

### 戦後の歴史

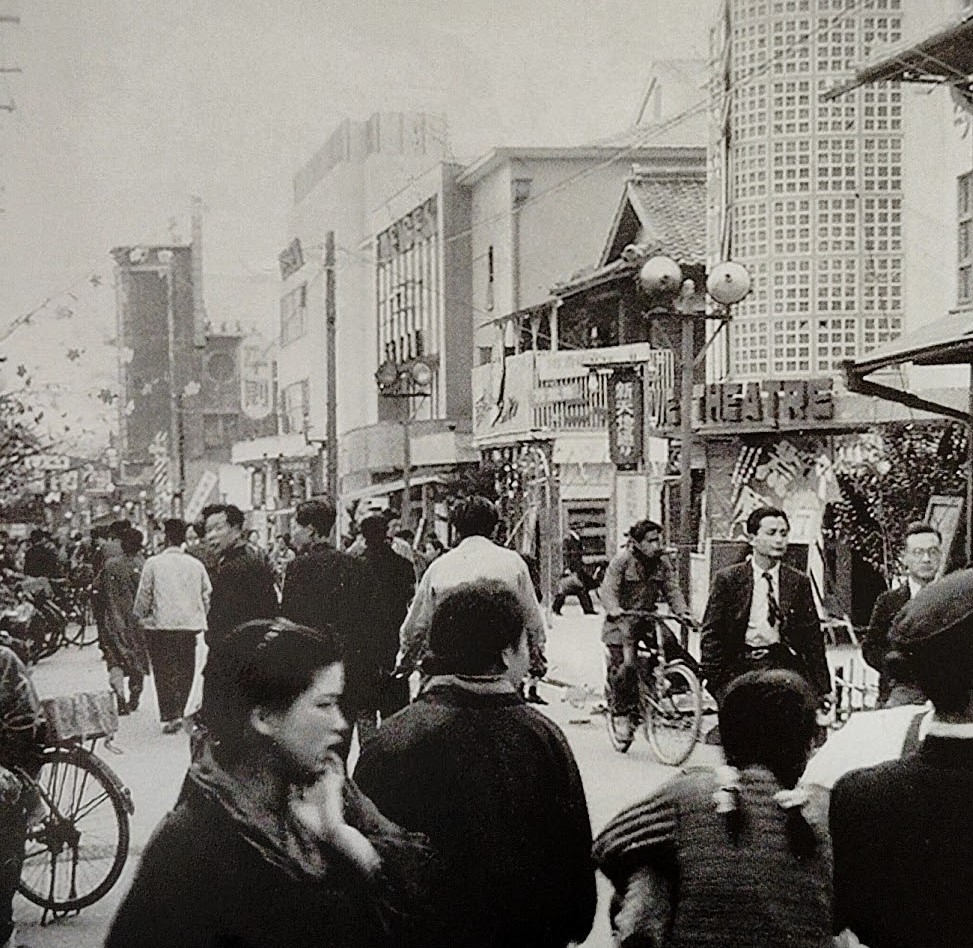
1950年の新天地通の映画館街

1945年（昭和20年）3月の名古屋大空襲で焼失したが、再建して1947年（昭和22年）7月17日に開館した。1958年（昭和33年）6月10日には万松寺松竹劇場に改称した。1961年（昭和36年）4月3日には万松寺松竹劇場から東宝名古屋劇場に改称した。
1960年代の新天地通の東側には、南から万松寺日活、（婦人服のミユキを挟んで）名古屋劇場、大須大映、日活シネマの4映画館が並んでいた。1972年（昭和47年）6月18日の上映作品は『無宿人御子神の丈吉 影狩り』。6月19日には火災で焼失した。

### 閉館後
名古屋劇場の経営者だった高瀬泰昌は、1977年（昭和52年）に跡地にラジオセンター・アメ横共同ビル（後の第1アメ横ビル）を開館させた。

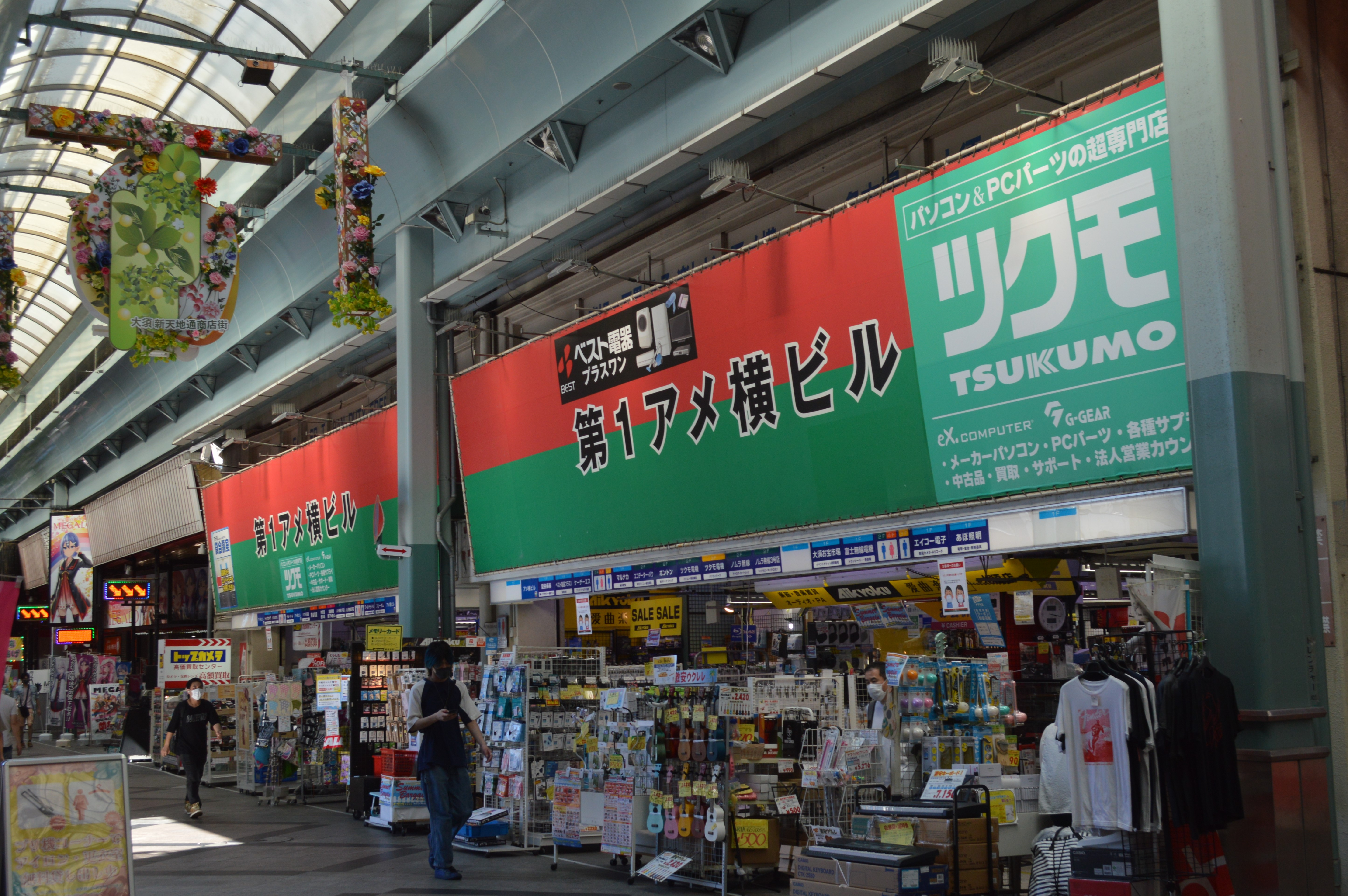
第1アメ横ビル